# Rezerwat przyrody Lubygość
Rezerwat przyrody Lubygość (Lubogoszcz) – rezerwat krajobrazowy położony na terenie gminy Kartuzy w powiecie kartuskim w województwie pomorskim, chroniący jezioro Lubygość (Lubogoszcz) i jego otoczenie.
Obszar chroniony utworzony został 24 września 1962 na podstawie Zarządzenia Ministra Leśnictwa i Przemysłu Drzewnego z dnia 5 września 1962 w sprawie uznania za rezerwat przyrody (M.P. z 1962 r. nr 70, poz. 328).

## Położenie
Rezerwat obejmuje 69,37 ha powierzchni (akt powołujący przewidywał 70,85 ha, obszar zmniejszono w lutym 2016 na podstawie Zarządzenia Regionalnego Dyrektora Ochrony Środowiska w Gdańsku). Leży na terenie obszaru ewidencyjnego Mirachowo, obejmuje swoim zasięgiem całe jezioro Lubygość (Lubogoszcz) i całość jego brzegów, w tym grotę żwirowo-zlepieniową (Grota Mirachowska, powstała na przełomie lat 50. i 60. wskutek erozji w miejscu wydobycia żwiru). Rezerwat jest położony około 2 km na zachód od Nowej Huty oraz 2,5 km na północny zachód od Mirachowa, w kompleksie Lasów Mirachowskich. Obszar znajduje się w granicach obszarów Natura 2000: specjalnego obszaru ochrony siedlisk Kurze Grzędy PLH220014 oraz obszaru specjalnej ochrony ptaków Lasy Mirachowskie PLB220008, a także na terenie Kaszubskiego Parku Krajobrazowego i Kartuskiego Obszaru Chronionego Krajobrazu.
W pobliżu rezerwatu przebiega turystyczny  Szlak Kaszubski.

## Charakterystyka

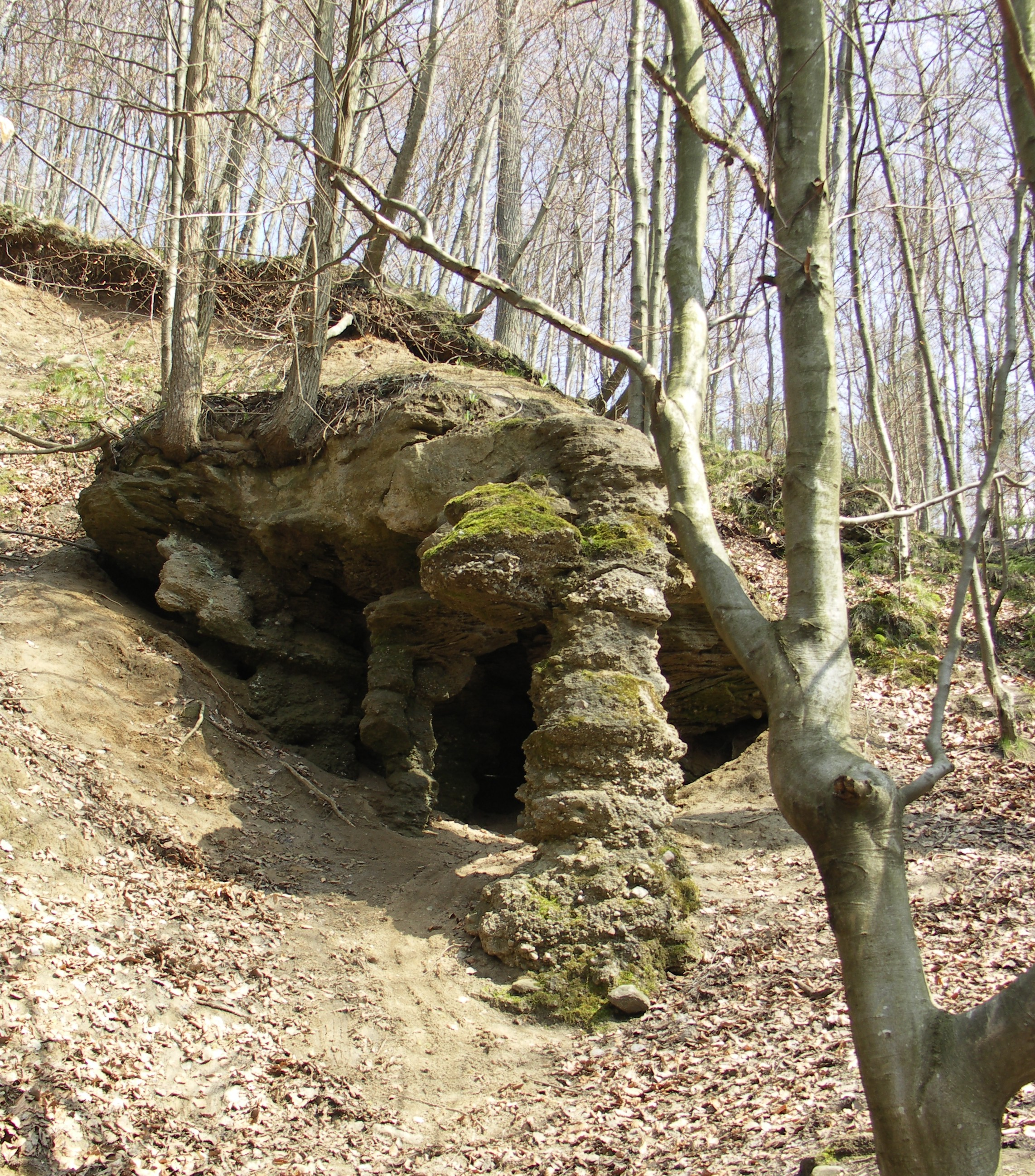
Jaskinia nad jeziorem Lubogoszcz (Lubygość)

Celem ochrony rezerwatu jest „zachowanie ekosystemów leśnych i nieleśnych wykształconych w dolinie rynnowej jeziora Lubygość (Lubogoszcz), w szczególności kwaśnej buczyny niżowej Luzulo pilosae – Fagetum”. Samo jezioro ma charakter dystroficzny i rynnowy, a woda w nim ma krwistobrunatną barwę (co nie uniemożliwia kąpieli, które są jednak utrudnione ze względu na niedostępne brzegi). Wzdłuż jego brzegów porastają lasy o charakterze łęgów lub olsów, a na otaczających zboczach dominuje kwaśna buczyna niżowa (Luzulo pilosae – Fagetum), sosny i dęby z okazami osiągającymi wiek około 200 lat. Występuje tu dąb szypułkowy chroniony jako pomnik przyrody nr 941. Na obszarze rezerwatu stwierdzono ponad 270 gatunków roślin naczyniowych, spośród których 5 podlega ochronie ścisłej: grzybienie północne, paprotka zwyczajna, podrzeń żebrowiec, widłak goździsty, widłak jałowcowaty i wroniec widlasty, a 5 jest objętych ochroną częściową: bluszcz pospolity, grążel żółty, konwalia majowa, kruszyna pospolita i przytulia wonna.
Wśród fauny występują m.in. gągoły i brodźce.